# Luigiho ostrov
Luigiho ostrov (rusky Остров Луиджи) je arktický ostrov v souostroví Země Františka Josefa v Severním ledovém oceánu.
Nachází se na jihozápadě centrální části souostroví zvané Zichyho země. Jeho rozloha je 371 km² a nejvyšší bod dosahuje výšky 468 m n. m. Většinu ostrova pokrývá ledovcový příkrov. Dva úzké průlivy ho oddělují od Salisburyho ostrova na severu a Champova ostrova na východě.
Pojmenován byl po italském cestovateli, admirálu Ludvíku Amadeovi Savojsko-Aostském. Na západním cípu ostrova se nachází kolonie alkounů malých.